# Green Line (Dubai Metro)
| \| \| ▼ \| Stationsnummer \| Stationsnummer \| \| \| \| Depot Etisalat \| \| \| \| \| Streckenende \| \| \| \| \| \| \| \| \| 11 \| Etisalat \| Etisalat \| \| \| 12 \| Al Qusais \| Al Qusais \| \| \| 13 \| Dubai Airport Free Zone \| Dubai Airport Free Zone \| \| \| 14 \| Al Nahda \| Al Nahda \| \| \| 15 \| Stadium \| Stadium \| \| \| 16 \| Al Qiyadah \| Al Qiyadah \| \| \| 17 \| Abu Hail \| Abu Hail \| \| \| 18 \| Abu Baker Al Siddiqe \| Abu Baker Al Siddiqe \| \| \| \| \| \| \| \| 19 \| Sala Al Din \| Sala Al Din \| \| \| \| Red Line von Rashidiya \| \| \| \| 20 \| Union \| Union \| \| \| 21 \| Baniyas Square \| Baniyas Square \| \| \| 22 \| Palm Deira \| Palm Deira \| \| \| 23 \| Al Ras \| Al Ras \| \| \| \| Dubai Creek \| \| \| \| 24 \| Al Ghubaiba \| Al Ghubaiba \| \| \| 25 \| Al Fahidi \| Al Fahidi \| \| \| 26 \| Burjuman Red Line nach Jebel Ali \| Burjuman Red Line nach Jebel Ali \| \| \| \| \| \| \| \| 27 \| Oud Metha \| Oud Metha \| \| \| 28 \| Dubai Healthcare City \| Dubai Healthcare City \| \| \| 29 \| Al Jadaf \| Al Jadaf \| \| \| 30 \| Creek \| Creek \| \| \| \| Blue Line nach Academic City im Bau \| \| |    |                                     |                                     |
| | ▼  | Stationsnummer                      | Stationsnummer                      |
| U-Bahn-Betriebs-/Güterbahnhof Streckenanfang |    | Depot Etisalat                      | Depot Etisalat                      |
| U-Bahn-Strecke Anfang Hochstrecke |    | Streckenende                        | Streckenende                        |
| |    |                                     |                                     |
| U-Bahn-Bahnhof | 11 | Etisalat                            | Etisalat                            |
| U-Bahn-Haltepunkt / Haltestelle | 12 | Al Qusais                           | Al Qusais                           |
| U-Bahn-Haltepunkt / Haltestelle | 13 | Dubai Airport Free Zone             | Dubai Airport Free Zone             |
| U-Bahn-Haltepunkt / Haltestelle | 14 | Al Nahda                            | Al Nahda                            |
| U-Bahn-Haltepunkt / Haltestelle | 15 | Stadium                             | Stadium                             |
| U-Bahn-Haltepunkt / Haltestelle | 16 | Al Qiyadah                          | Al Qiyadah                          |
| U-Bahn-Haltepunkt / Haltestelle | 17 | Abu Hail                            | Abu Hail                            |
| U-Bahn-Haltepunkt / Haltestelle | 18 | Abu Baker Al Siddiqe                | Abu Baker Al Siddiqe                |
| U-Bahn-Tunnelanfang |    |                                     |                                     |
| U-Bahn-Haltepunkt / Haltestelle (im Tunnel) | 19 | Sala Al Din                         | Sala Al Din                         |
| U-Bahn-Strecke (im Tunnel) · U-Bahn-Strecke von links (im Tunnel) |    | Red Line von Rashidiya              | Red Line von Rashidiya              |
| U-Bahn-Bahnhof (im Tunnel) · U-Bahn-Bahnhof (im Tunnel) | 20 | Union                               | Union                               |
| U-Bahn-Haltepunkt / Haltestelle (im Tunnel) | 21 | Baniyas Square                      | Baniyas Square                      |
| U-Bahn-Haltepunkt / Haltestelle (im Tunnel) | 22 | Palm Deira                          | Palm Deira                          |
| U-Bahn-Haltepunkt / Haltestelle (im Tunnel) | 23 | Al Ras                              | Al Ras                              |
| U-Bahn-Strecke unter Wasserlauf (im Tunnel) |    | Dubai Creek                         | Dubai Creek                         |
| U-Bahn-Haltepunkt / Haltestelle (im Tunnel) | 24 | Al Ghubaiba                         | Al Ghubaiba                         |
| U-Bahn-Haltepunkt / Haltestelle (im Tunnel) | 25 | Al Fahidi                           | Al Fahidi                           |
| U-Bahn-Turmbahnhof mit Tunnelstrecke (im Tunnel) · U-Bahn-Strecke nach rechts (im Tunnel) | 26 | Burjuman Red Line nach Jebel Ali    | Burjuman Red Line nach Jebel Ali    |
| U-Bahn-Tunnelende |    |                                     |                                     |
| U-Bahn-Haltepunkt / Haltestelle | 27 | Oud Metha                           | Oud Metha                           |
| U-Bahn-Haltepunkt / Haltestelle | 28 | Dubai Healthcare City               | Dubai Healthcare City               |
| U-Bahn-Haltepunkt / Haltestelle | 29 | Al Jadaf                            | Al Jadaf                            |
| U-Bahn-Kopfbahnhof Ende Hochstrecke · U-Bahn-Kopfbahnhof Anfang Hochstrecke (Strecke außer Betrieb) | 30 | Creek                               | Creek                               |
| U-Bahn-Strecke (außer Betrieb) |    | Blue Line nach Academic City im Bau | Blue Line nach Academic City im Bau |

Die Green Line (Grüne Linie; arabisch الخط الأخضر, DMG al-ḫaṭṭ al-aḫḍar) ist eine der zwei aktuell betriebenen U-Bahn-Linien der Metro Dubai in Dubai. Sie ist 23,9 km lang und umfasst insgesamt 18 Stationen. 

## Infrastruktur

### Strecke
Die Grüne Linie verläuft vom Stadtteil al-Qusais (Station Etisalat) aus parallel zum Dubai Creek, unterquert ihn und führt dann wieder parallel auf der anderen Seite über Dubai Healthcare City (Station Healthcare City), bis zu den im März 2014 eröffneten Stationen Al Jaddaf und Creek. 7,9 km der Strecke verlaufen unterirdisch.   

### Stationen
Die Grüne Linie hat insgesamt 18 Stationen, davon acht Tunnel-Stationen. Die Eröffnung der Verlängerung um zwei weitere, Al Jaddaf und Creek, erfolgte im März 2014. Die Station Union in Deira ist einer der zwei Kreuzungspunkte von Rote Linie und Grüne Linie und der flächengrößte unterirdische U-Bahnhof der Welt: 230 mal 50 Meter auf drei Etagen. Der zweite Bahnhof, an dem sich Rote Linie und Grüne Linie kreuzen, ist Khalid bin Al Waleed. An der südöstlich gelegenen Station al-Qusais wird mit einem 3000 Stellplätze großen Park-and-Ride-Parkplatz versucht, die Pkw-Pendler aus Schardscha auf die Metro zu lenken.

## Geschichte
So wie auch bei der Rote Linie wurden die entsprechenden Tunnelstrecken im Schildvortrieb unter der Oberfläche gebaut. Nachdem die Rote Linie am 9. September 2009 teilweise eröffnet wurde, folgte die Grüne Linie exakt zwei Jahre später am 9. September 2011.

## Betrieb
Betriebszeit ist von 5.50 Uhr bis 24 Uhr, donnerstags und freitags bis 1.00 Uhr nachts. Freitag vormittags ruht der Verkehr. Die Dauer für eine Fahrt zwischen den Endhaltestellen beträgt 27 Minuten.

## Verworfene Planungen
Im Oktober 2010 wurde angekündigt, dass die Grüne Linie möglichst bald nach Südosten um weitere 19,1 km bis zur entstehenden Dubai Academic City verlängert werden sollte. Als Ziel dafür wurde 2017 genannt. Mit dieser zweiten Phase wollte man die vielen tausend Studenten und Bewohner der neuen Stadtteile im Umfeld der Academic City erreichen.
Nach Angaben von Gulf News aus dem Jahr 2014 war der Plan, die Green Line bis nach Academic City zu verlängern, genehmigt worden, um den Anwohnern der Silicon Oasis und der International City besser gerecht zu werden.
Im Jahr 2023 wurden diese Pläne verworfen, stattdessen wird eine Zweigstrecke der neuen Blauen Linie von Academic City zur südlichen Endstation Creek verlaufen und dort den Anschluss an die Grüne Linie herstellen.